# Neocteniza mexicana
Neocteniza mexicana är en spindelart som beskrevs av F. O. Pickard-Cambridge 1897. Neocteniza mexicana ingår i släktet Neocteniza och familjen Idiopidae.
Artens utbredningsområde är Guatemala. Inga underarter finns listade i Catalogue of Life.